# Návlek na penis
Návlek na penis je erotická pomůcka sloužící buď k prodloužení a zvětšení penisu nebo jako pomůcka zvyšující stimulační účinek. Návleky na penis jsou vyráběny nejčastěji z gelového či silikonového materiálu.
Na trhu s erotickými pomůckami existuje celá řada návleků na penis. Většina z nich je hladká a imitují reálný penis. Jejich úkolem je zvětšit jak objem, tak délku penisu. Existují však také návleky, které disponují nejrůznějšími dráždivými výstupky, které mají za úkol zvyšovat účinek stimulace. Například návleky se zahnutou špičkou jsou speciálně tvarované tak, aby stimulace G-Bodu byla co nejjednodušší. 
Při používání návleku na penis se obvykle používá lubrikační gel.